# CSDDD
La Directiva de diligència deguda en matèria de sostenibilitat corporativa de 2024 (CSDDD) (2024/1760) és una directiva del dret de la Unió Europea (UE) que exigeix la diligència deguda a les empreses per evitar impactes negatius sobre els drets humans i el medi ambient en les seves pròpies operacions i al llarg de les seves cadenes de valor. Va ser adoptat el 2024.

## Provisions
La CSDDD estableix un marc de diligència deguda perquè les empreses identifiquin riscos i perjudicis reals o potencials per als drets humans i el medi ambient, així com establint processos i estàndards per disminuir aquests riscos. La directiva s'aplicarà a la "cadena d'activitats" d'una empresa, així com a les operacions de les filials de l'empresa tant dins com fora d'Europa. L'objectiu de la directiva és millorar el marc regulador sobre la diligència deguda en matèria de drets humans i sostenibilitat, la qual cosa contribuirà a la transició de la UE cap a una economia verda i climàticament neutra. A més, la CSDDD establirà la coherència entre les diferents directives de la Unió Europea.

### Empreses dins l'àmbit d'aplicació
S'hi inclouen empreses de la UE amb una facturació net global de més de 450 milions de dòlars respecte a l'any anterior i amb més de 1.000 empleats.
Per a les empreses no pertanyents a la UE, les empreses amb una facturació net exclusiva de la UE de 450 milions es veuen afectades.
En ambdós casos, l'article 37 preveu una implementació gradual de la CSDDD, començant per empreses amb una facturació neta superior a 1.500 milions d'euros durant l'any anterior fins al 26.07.2027 (i més de 6.000 empleats per a les empreses de la UE) i una facturació de 900 milions d'euros durant un any fins al 26.07.2028.
Les petites i mitjanes empreses (pimes) i les microempreses no estan afectades per les normes proposades. Tanmateix, la proposta preveu mesures de suport per a les pimes, que podrien veure's afectades indirectament.

### Execució
Les normes sobre les funcions dels directors s'apliquen a través de les lleis vigents dels estats membres. Les normes sobre la diligència deguda en matèria de sostenibilitat corporativa s'aplicaran mitjançant la supervisió administrativa. Els estats membres de la Unió Europea designaran cadascun una autoritat per supervisar i fer complir la directiva, incloent-hi multes i ordres de compliment. La Unió Europea crearà una Xarxa Europea d'Autoritats de Supervisió que reunirà representants dels estats membres per garantir un enfocament coordinat. Els estats membres garantiran que les víctimes rebin una indemnització pels danys i perjudicis derivats de l'incompliment.

## Història
La CSDDD va ser proposada per la Comissió Europea el 23 de febrer de 2022. L'1 de desembre de 2022, el Consell de la UE va adoptar el seu propi plantejament sobre la proposta escrita. L'1 de juny de 2023, el Parlament Europeu va adoptar la CSDDD com a esborrany que es negociaria durant la resta de l'any.
Inicialment, la implementació legal de la directiva va fracassar en una votació al Consell el 28 de febrer de 2024, ja que no es va aconseguir la majoria necessària d'almenys 15 estats membres de la UE, que junts representen almenys el 65% de la població de la UE. La Presidència belga del Consell va anunciar aleshores que examinaria si les preocupacions dels estats membres es podien apaivagar en consulta amb el Parlament Europeu. Després de noves negociacions, els estats membres de la UE van acordar una versió substancialment afeblida de la directiva el 15 de març de 2024, que ara va rebre una majoria qualificada. Alemanya, que té la Llei de la cadena de subministrament, es va abstenir a causa de la seva postura de bloqueig intern del petit partit de la coalició governant, el liberal econòmic FDP. Tanmateix, Itàlia va quedar convençuda pels canvis, cosa que va resultar en una majoria sense l'aprovació del govern de coalició alemany.
El 24 de maig de 2024, el Consell de la UE va adoptar la directiva.  S'incorporarà a les lleis nacionals en un termini de dos anys per tots els estats membres de la Unió Europea.
El novembre de 2024, la Comissió Europea va anunciar plans per fusionar la Directiva sobre informes de sostenibilitat corporativa (CSRD), la Directiva sobre la deguda diligència en matèria de sostenibilitat corporativa (CSDDD) i la taxonomia de la UE en un únic reglament. Aquesta iniciativa té com a objectiu simplificar els informes de sostenibilitat i reduir les càrregues administratives per a les empreses. La proposta està actualment en procés d'examen pel Parlament Europeu i els estats membres de la UE.